# Historia de Arganda del Rey
La historia de Arganda del Rey se puede dividir en tres etapas bien diferenciadas. La primera abarca desde la Prehistoria hasta el siglo XV, distintas civilizaciones como los celtas, romanos o árabes se instalaron hasta la consolidación como población. 
La segunda comienza en el siglo XVI y acaba en la mitad del siglo XIX. Arganda se ve afectada por sucesos como el del Motín de Arganda o la Guerra de la Independencia pero se alza para empezar su crecimiento económico, que no se pone plenamente de manifiesto hasta la tercera etapa, que va desde la segunda mitad del siglo XIX hasta nuestros días. Un crecimiento paulatino que ha explotado en los últimos años convirtiendo a Arganda del Rey en una de las ciudades más prosperas y con más futuro de la Comunidad de Madrid.
Su estratégica situación ha hecho de esta población a lo largo del tiempo un lugar de interés, y donde se han asentado varias civilizaciones en su larga historia.

## 5.000 a.C. -SigloId.C.: Neolítico, Edad del Bronce y Edad del Hierro

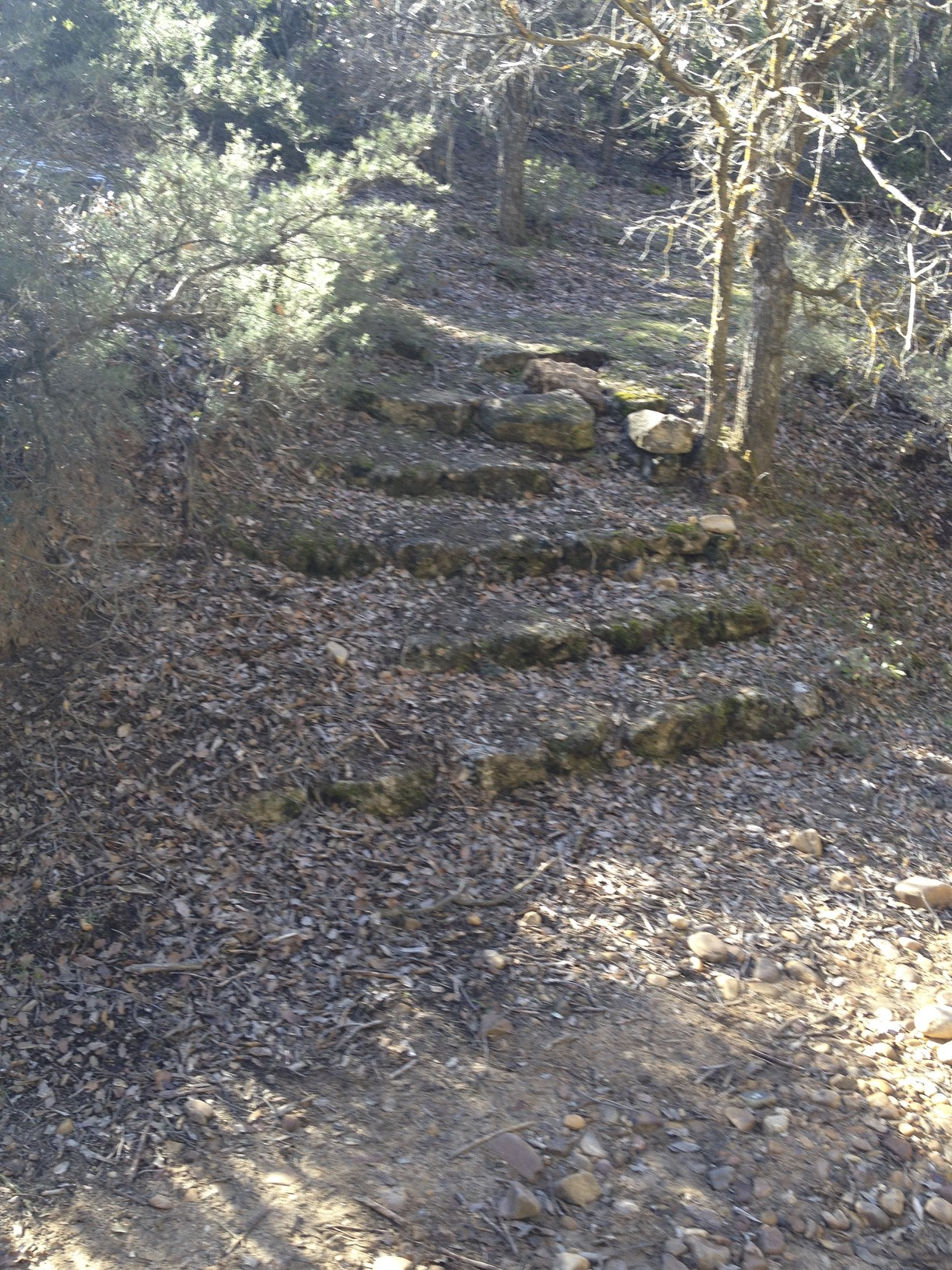
Escaleras de Piedra en la Dehesa del Carrascal

La primera presencia en la zona corresponde con la llegada de los celtas, dedicados al cultivo de cereales y a la cría de animales. Sin embargo, ni estos, ni los siguientes pobladores, los romanos, fundaron un asentamiento definitivo.
Son escasas las referencias arqueológicas que existen de este período en la zona.

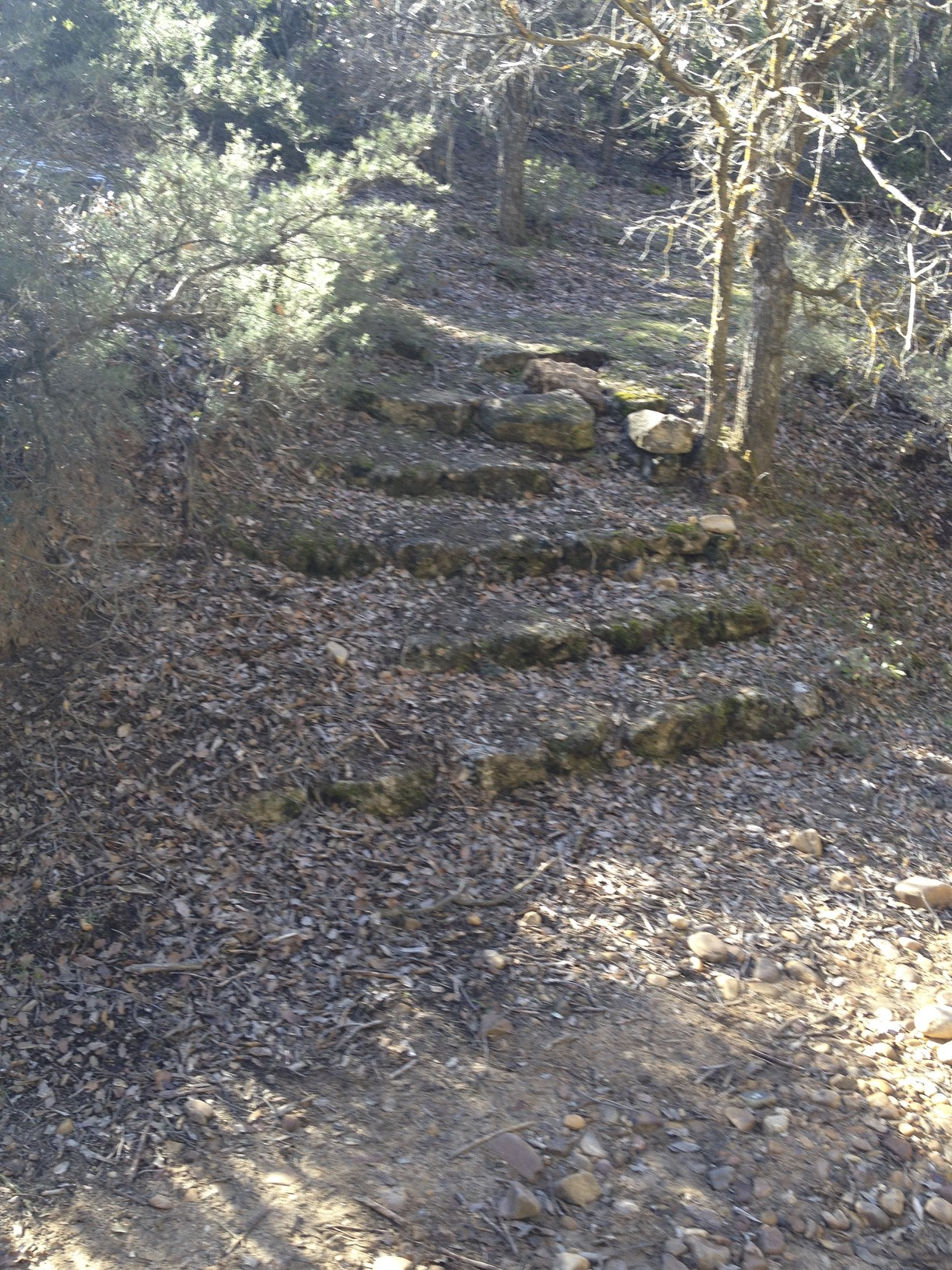
Escaleras de Piedra en la Dehesa del Carrascal.

Hacia el 1000 a. C. los pueblos centroeuropeos entran por los pirineos, mezclándose con la población autóctona.
Todo indica que los que se asentaron en la zona actual de Arganda eligieron Vilches, ya que estos solían ubicarse cerca de los valles y ríos.

## Siglos I a.C. - V d.C.: Época Romana
Los romanos se hicieron con el control de esa zona en el 78.a. C. al mando de Sertorio, y sin encontrar apenas resistencia en los celtas.

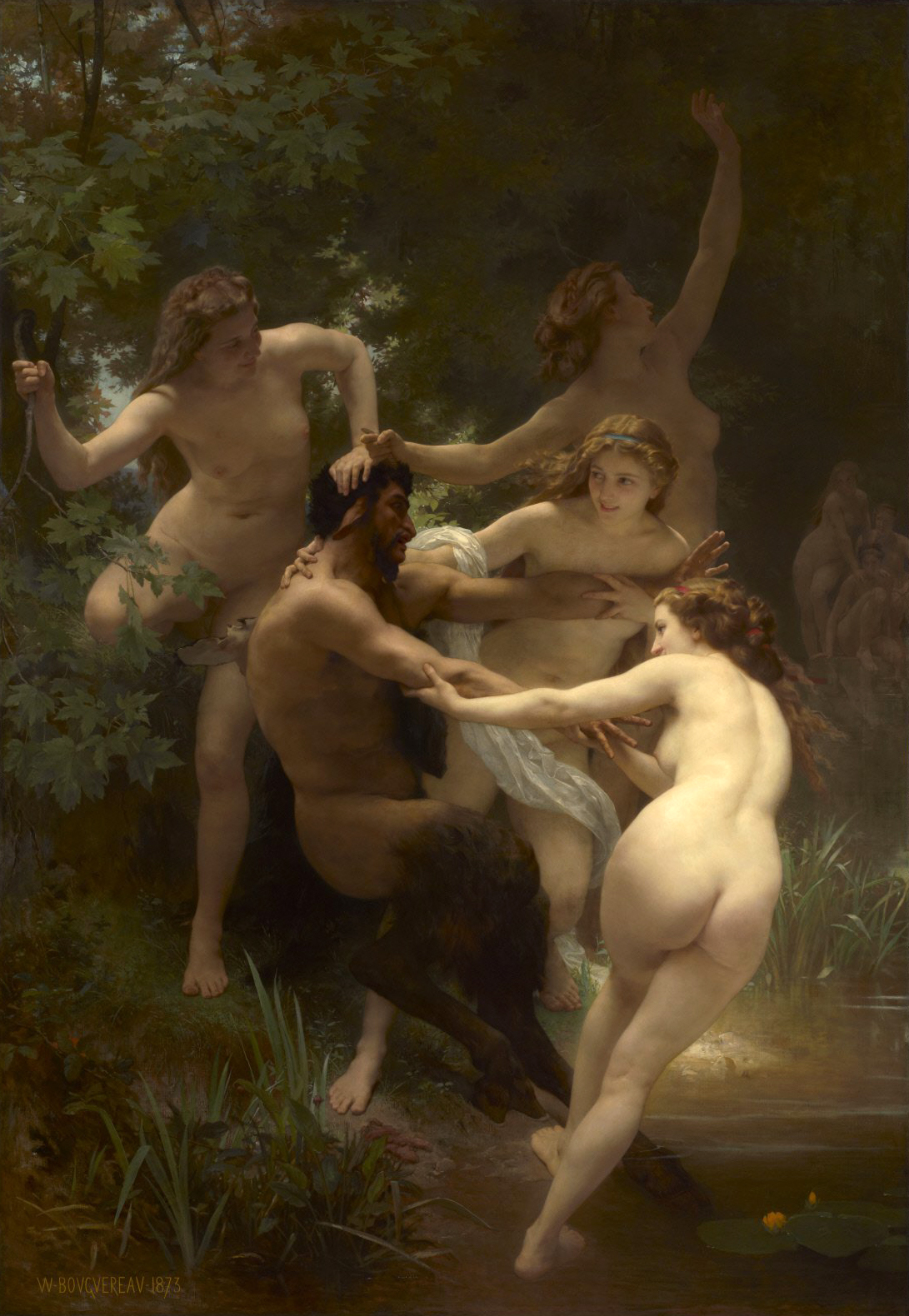
En Loeches y Valtierra se encontraron inscripciones dedicadas a ninfas.

En época romana se levantaron residencias señoriales a lo largo de la calzada que, siguiendo la vega del Jarama, unía Titulcia con Complutum (Alcalá de Henares) ya que esta ubicación era privilegiada al ser un cruce de caminos. Arganda era cruzada por esta red viaria, la vía 25 del itinerario de Antonino que iba desde Mérida a Zaragoza pasando por Titulcia y Complutum. El desarrollo comercial se vio facilitado por esta y una segunda vía que recorría de este a oeste desde Cartagena pasando por Segóbriga, Carrascosa del Campo y Tarancón. En Valtierra se encontraron un miliario que muchos relacionan con el transcurso de esta calzada.
Pobladores de importante nivel adquisitivo de Complutum adquirieron explotaciones agrícolas que trabajaban los romanos para convertirlas en señoriales residencias.
También procedente de necrópolis son una serie de hallazgos en la carretera de Loeches y Valtierra, donde se encontraron lápidas con inscripciones epigráficas, alguna de ellas dedicadas a las "ninfas varcilenses".
La presencia romana fue intensa según estos hechos. Además, su herencia ha perdurado en nombres como Valdocarros, Senda Galeana, Villares (del latín villaris, pueblo pequeño) e incluso puede ser Arganda (del origen latino area-canda, superficie blanca)

## Siglos VI - XV: Edad Media
El primer asentamiento en lo que hoy conocemos como Arganda no se produjo hasta la llegada de los árabes, quienes dejaron la base de un núcleo de población que debería girar en torno a una atalaya o torreón de seguridad y que sería consolidado en la Reconquista, con la repoblación cristiana de finales del siglo XI.
Pero no es hasta el Siglo XIV cuando Arganda ve expandir su población de manera notable. Aunque el hecho no está contrastado, se dice que esta expansión se debió al despoblamiento que sufrieron las tierras de Valtierra y Vilches debido a la epidemia de la peste que azotó en 1348 o a una invasión de termitas y hormigas, aunque esta hipótesis no tiene tanto peso.
La consolidación de Arganda llega con la Edad Moderna. Esta migración dio al pueblo otra dimensión, creció todavía más, descendió del cerro al llano y aparecieron nuevas calles. En 1525 se levantó un nuevo templo parroquial, que es el precedente de la actual iglesia deja en un segundo plano a la Ermita del Castillo, que fue centro urbano durante la Edad Media. 
La plaza y las construcciones que surgen a ambos lados del camino real crean un nuevo entorno que se mantendría ya durante siglos. Importante es la llegada de población morisca procedente de Granada, concretamente de Baza y Guadix. La población en poco tiempo se duplica hasta los 2.000 habitantes, cifra donde permanecerá hasta mitad del siglo XIX.

## Siglos XVI - XVII: Época de los Austrias
Durante esta época, Arganda pertenecía al Arzobispado de Toledo. Situación que se alargó hasta el 16 de noviembre de 1580. Todo lo que se sucede después desemboca en el llamado Motín de Arganda.

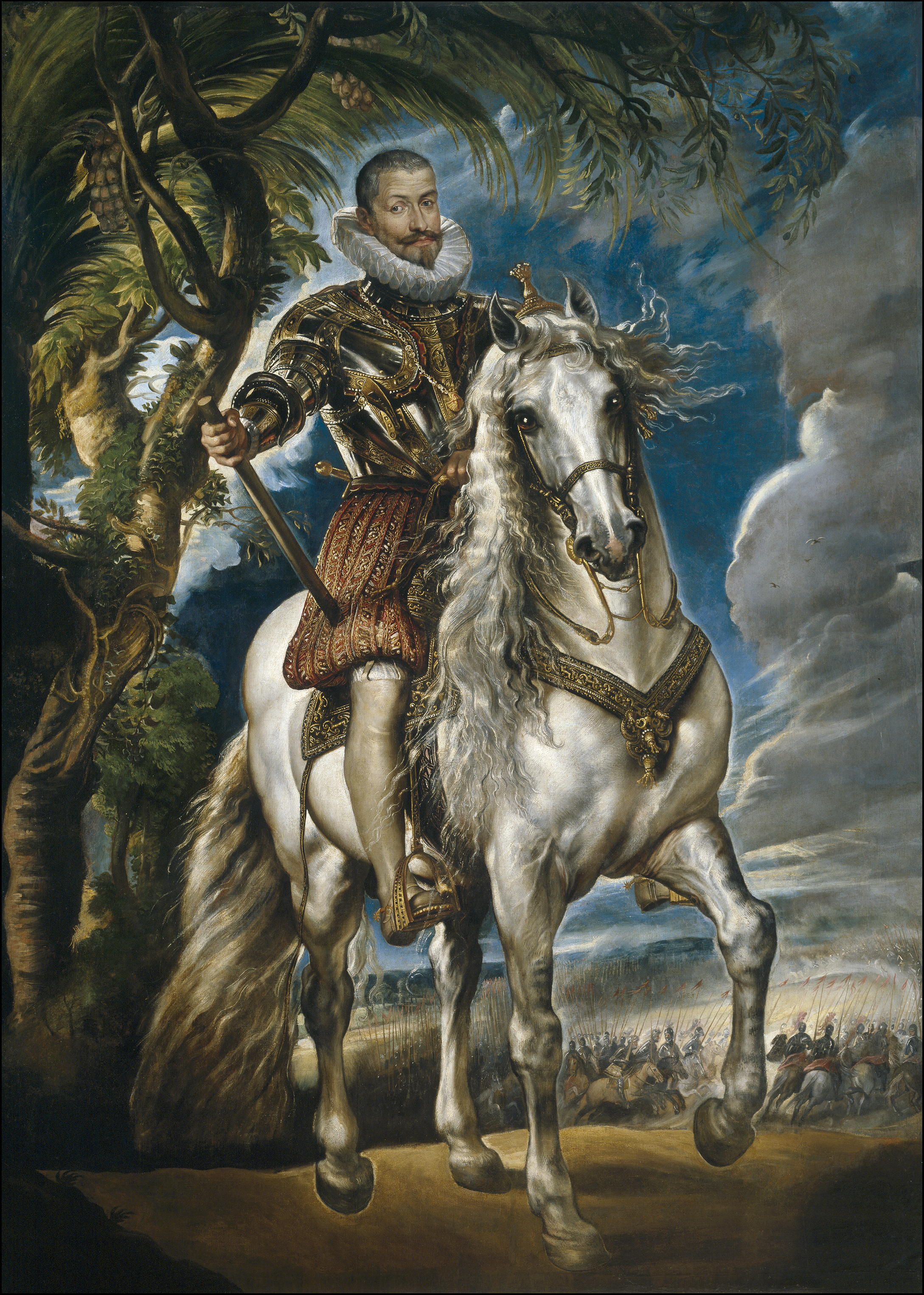
El Duque de Lerma, protagonista del Motín de Arganda.

 Un suceso motivado por la pérdida del privilegio de ser villa de realengo y que tiene como protagonista al Duque de Lerma, Francisco de Sandoval y Rojas, quien fue agredido en la toma de posesión, cuando iba acompañado de su tío. Felipe II otorgó la condición de Villa Realengo tras pagar 10 000 ducados al hasta casi 1581 población perteneciente al Arzobispado de Toledo. En Arganda el motín adquiere un tinte claramente antiseñorial fundado por el descontento social que suponía dejar de ser villa de realengo, ya que por aquel entonces, era un lujo estar bajo la jurisdicción directa de la corona.
Tras 400 años siendo vasallos del Arzobispo de Toledo, en 1581 toman la decisión de endeudarse con tal de conseguir no servir más que al Rey. Pero 30 años después iban a caer en manos de un nuevo señor, el Duque de Lerma, en quien recaía el derecho de administrar justicia, recaudar impuestos y nombrar los oficiales de la villa de Arganda.
La ruina llega a Arganda en 1613, por lo que es comprada por el poderoso Duque de Lerma. La compra-venta se llevó a cabo en la Casa del Rey. Este Duque tenía que enfrentarse continuamente a muestras de desprecio ya que ningún pueblo lo quería por Señor, y así se lo habían manifestado cuando había tomado posesión de otras villas. En Arganda ese rechazo propició una revuelta general que llegó a las manos.
En realidad se suceden unos hechos bastante cómicos. Al llegar la comitiva a la plaza un cochero del Duque cae muerto ante el alboroto de la multitud, pero un compañero de cochero lo llama 'borracho' y lo aparta de un tortazo creyendo que no estaba muerto. Entonces, la gente se agolpó sobre los carruajes y el duque intentó sobornar al alcalde con 200 ducados temiendo por su integridad. Pero la contestación del alcalde avivó los ánimos aún más: "No los quiero, el agravio no se ha hecho a mi persona, sino a la vara". De lo que pasó después solo se supo que el duque tuvo que recurrir a un sangrador para curarse unas ronchas que le habían salido y que nada más amanecer al día siguiente volvió a Madrid.
En 1650, al morir su nieto sin dejar hijos varones, Arganda volvió a ser villa de realengo. En 1594 se había comenzado a construir la Casa del Rey. Fue mandada construir por el embajador de Alemania, Hans Khevenhüller, quien tenía buena relación con la Corte de Felipe III. En su época, era conocida como la "Quinta del Embajador", un palacete de campo rodeado de verdes parques y jardines y decorado con pinturas de los mejores artistas del Renacimiento. En la segunda mitad del siglo XVII fue adquirida por la Compañía de Jesús, que la convierte en una casa de labranza. Sin embargo, otro edificio de la época, la Casa de Vilches, corrió mejor suerte, y hoy en día mantiene la misma cara que antaño.
En 1658 comenzó a construirse la Ermita de la Soledad y finalizó en 1668. Se amplió y renovó entre 1733 y 1736.
Llegada la segunda mitad del siglo XVII, la Compañía de Jesús se establece en Arganda. Los jesuitas adquieren los mejores territorios de la zona, llegando a controlar un tercio de las haciendas del término municipal, que dedican casi en su totalidad al cultivo extensivo del viñedo. Con ellos llega las bodegas y la producción del vino para la venta. Pero en 1764 se ven obligados a abandonar Arganda debido a que sus propiedades, la ganadería y el vino, estaban exentas de impuestos. Esto no acababa de gustar entre los responsables de la recaudación fiscal y tuvo como consecuencia su marcha de la ciudad. La comercialización del vino se centra en unos pocos propietarios que ejercen el control político y económico de la villa a partir del siglo XIX.
A lo largo del los siglos XVII y XVIII, el paisaje de la localidad se cubre de cepas y las casas comienzan a guardar en sus entrañas bodegas. Posteriormente, se van añadiendo cuevas para instalar las tinajas de vino para su elaboración y almacenamiento.

## Siglos XVIII - XIX: De la Guerra de la Independencia al esplendor
El siglo XIX es un período de esplendor, de crecimiento económico que propicia mejoras en el municipio, aunque no sin antes tener su protagonismo en la Guerra de la Independencia Española.

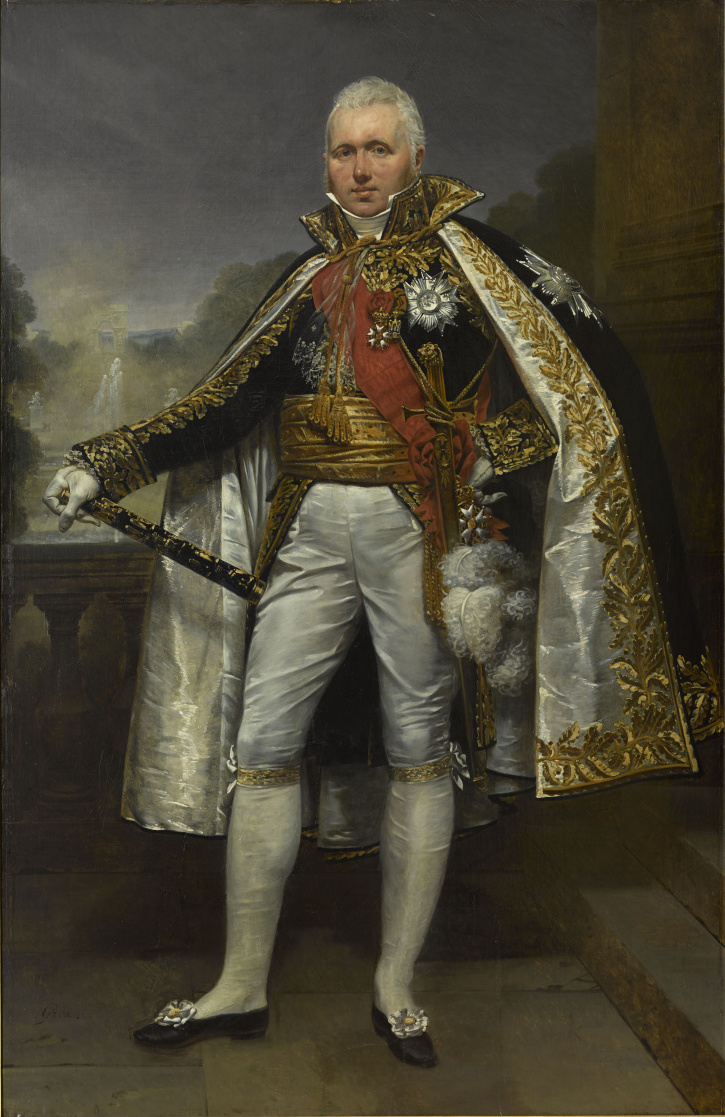
La división de Víctor saqueó Arganda durante la Guerra de la Independencia.

Arganda se ve afectada de lleno por la Guerra de Independencia, y la localidad forma parte de las acciones genéricas de pillaje que padeció la villa durante diciembre de 1808 y el primer trimestre de 1809. El Primer Cuerpo de Ejército de Napoleón, de la mano de la división del Mariscal Claude Víctor Perrin, y con un total de 14.000 infantes y 3000 caballos a sus espaldas, entraron en Arganda la noche del 6 de diciembre apoderándose de casas, establecimientos y hasta del Ayuntamiento, desordenando y destrozando buena parte del archivo histórico. Con esto pretendían deshacer el avance español hacia Tarancón que comandaba el Duque del Infantado. Arganda jugaba un papel importante y que reeditaría más de un siglo después en la guerra civil, siendo un enclave fundamental de entrada a Madrid desde el eje Cuenca – Valencia.
Hasta que no cesaron las operaciones militares en la zona, el primer cuerpo de los franceses no se marchó de Arganda, donde eligieron la Casa del Rey como su cuartel general en vistas de controlar las direcciones de Guadalajara, Aranjuez y Tarancón. Gran parte de los campamentos se establecieron en las cercanías del Camino de Morata, en los parajes de El Chirrión y Valhondo. Todas las tropas partieron con el mismo objetivo de anticiparse en la comarca del Tajo para luego encontrarse con las tropas españolas que en esos momentos se concentraban en las inmediaciones de Tarancón, Carrascosa del Campo, Alcázar del Rey y Uclés.
Sin embargo, las poblaciones del valle del alto Tajo se sublevaron y opusieron resistencia al paso de las tropas, refugiando y colaborando con las partidas de guerrillas. Razón por la cual muchos apuntaron que el saqueo y el pillaje respondían más a una actitud represiva. El alcalde por aquel entonces, Manuel Asenjo Santero, vivió su particular humillación pese a la predisposición que mostró a la hora de colaborar con los altos mandos de las tropas galas. No sólo su hogar fue uno de los que más padeció, sino que también lo golpearon, lo arrojaron al suelo y los franceses le ordenaron que llevara sus caballos a beber a la fuente, huyendo más tarde y temiendo por su vida.
En la búsqueda del afamado vino de Arganda, muchas bodegas también sufrieron la ira de las tropas, además del robo de todos los caudales de los propios de la villa, 29.900 reales que conservaba el Tesorero Francisco García Hernández.
Otro de los episodios más relevantes en la población fue el incendio que sufrió la Ermita de la Soledad, desapareciendo la talla de la patrona, la Virgen de la Soledad, de Gaspar Becerra, que un año después, el 24 de junio de 1810, sería reemplazada por la actual imagen del escultor José Ginés.
Arganda tuvo primero que albergar el Cuartel General y las principales divisiones del Mariscal Víctor y luego ver pasar, camino de Madrid, la columna de 6.000 prisioneros españoles, tras la derrota de las tropas del General Venegas.
Superado esto, el crecimiento económico pronto se pone de manifiesto. En 1843 la red de comunicaciones se ve beneficiada con la construcción de un puente colgante de hierro sobre el Jarama, el que más tarde se conocería popularmente como ‘Puente de Arganda’. De este modo, esta infraestructura sustituía a la peculiar barca que, cuando el río crecía, trasladaba a los viajeros de una a otra orilla. 
En 1893, Arganda alcanzó un logro histórico y gran reconocimiento a su vino, recibiendo la Medalla de Oro del vino en la Exposición Universal de Chicago.
En 1886 se produce otro hito en el pueblo, la inauguración de una línea de ferrocarril con Madrid. Sin embargo, solo operó con viajeros hasta 1953.

## SigloXX- Actualidad: Edad Contemporánea
Arganda seguía creciendo, las construcciones mejoraban, las calles se poblaban de foráneos y el comercio reportaba ganancias dinero. 
Así llegó el impulso decisivo para la economía de Arganda, la instalación de la fábrica Azucarera de La Poveda en 1900. Arganda dio un salto, un empuje social enorme, miraba al futuro.
Los cultivos de una gran parte del municipio se reconvirtieron a la remolacha y más de 600 hombres y mujeres, llegados incluso de otros pueblos, son empleados como temporeros para su recogida, lo que permite complementar con las tradicionales vendimias.
A partir de 1903 Miguel Díaz Álvarez, último alcalde español de La Habana asume la dirección, y lo que era una situación
ruinosa se convierte, según la prensa de la época, en una explotación modelo.
Precisamente en la Azucarera nace el primer movimiento sindical que se consolidaría con la llegada de la II República. Los años treinta no fueron fáciles. El paro provoca malestar social y el Ayuntamiento decide arrendar terrenos municipales a los campesinos para su explotación colectiva. La llegada de la Guerra Civil no dejó inalterable a Arganda. Con la guerra la economía entra en crisis porque los campos abiertos por las trincheras quedaron arrasados. Pese a ello, los viñedos y los olivares seguían conformando la base de la economía local.
La cercanía del frente del Jarama hizo que sufriera continuos bombardeos y sus cepas de uva y bodegas sean arrasadas por las bombas. 
La defensa del Puente de Arganda fue de relevante importancia en la Batalla del Jarama, su defensa se había convertido en un emblema, y allí se produjeron los más duros enfrentamientos, llegando al cuerpo a cuerpo entre los días 6 y 9 de febrero de 1937.
Esta historia impactó mucho al escritor norteamericano Ernest Hemingway, tanto fue así que el Puente cobró un protagonismo estelar en su película documental llamada "Tierra española" y especialmente en la conocida "Por quien doblan las campanas". Aquí, el héroe de ficción es un componente de la Brigada Lincoln (la más numerosa que estuvo en Arganda). Posteriormente, la novela fue llevada al cine por Sam Wood en 1943, de la mano de Gary Cooper.
La recuperación y relanzamiento definitivo vendrá con la implantación de la industria (con especial mención al sector servicios), que comienza a despuntar en los años 60 y que hoy goza de más esplendor si cabe que el que tuvo Arganda en su día con las cepas de uva. Y es que actualmente Arganda ha vuelto a traspasar sus fronteras por su industria y su polígono industrial, uno de los mejores de España, que emplea a cerca de 30.000 personas y que va camino de expandirse dada la construcción de los nuevos parques empresariales. 
Durante el siglo XXI la población y la economía han crecido de la mano y a pasos agigantados. Hace mucho que Arganda dejó de ser esa villa tímida para convertirse en lo que es hoy, una moderna ciudad de referencia en la Comunidad de Madrid.